# SessiOnroad
SessiOnroad es una banda de rock alternativo de Filipinas formada en 1998. Coy y Hannah son los principales compositores del grupo, en la que han generado una serie de fusiones de distintos géneros de rock, como el rock-pop alternativo, el blues, el reggae y el soul, entre otros estilos principales.
Su primer álbum fue producido por Grace Nono y Bob Aves bajo el sello de Star Records. Este fue el lanzamiento del primer sencillo titulado "Buwan SUNTOK SA", de su segundo álbum del mismo título. Fue producido bajo el sello de  "Alfa" en septiembre de 2004. SessiOnroad obtuvo mucho reconocimiento del público oyente. Sus temas musicales encabezaron las listas en casi todas las principales emisoras de radio de Manila durante dos semanas consecutivas desde que comenzó a esucharse en varias estaciones de radio. "Suntok sa buwan" fue nominada como la canción del año 2004 y "Blanko", como otra de sus mejores canciones de meditación. Desde el 2006 su álbum "bakit hindi?" (¿Por qué no?), la banda fue nominada a los PREMIOS Awit como 'Mejor Video musical en la categoría de su elección en 2007.

## Miembros
- Hannah Romawac-Olives
- Coy Placido
- Chavi Romawac
- Jimbo San Pedro
- JV Romawac

## Anteriores miembros
- Jonathan Plácido (1998-1999)
- Jesse Hoover (1998-2002)
- Glen Laciste (1999-2000)
- Jal Taguibao (2000)
- Richard Carandang (2000-2007)